# روهان جوناراتنا (بروفيسور)
بروفيسور روهان جوناراتنا (بالإنجليزية: Professor Rohan Gunaratna)، (من مواليد 1961): هو متخصص في التهديدات؛ التي تواجه بيئة الأمن الدولي. يتمتع البروفيسور جوناراتنا بأكثر من 30 عامًا من الخبرة الأكاديمية والسياسية والعملية في مجال الأمن الوطني والدولي. هو أستاذ دراسات الأمن في مدرسة إس راجاراتنام للدراسات الدولية، جامعة نانيانغ التكنولوجية، سنغافورة.